# Associazione Calcio Nuova Maceratese 1997-1998
Questa pagina raccoglie le informazioni riguardanti l'Associazione Calcio Nuova Maceratese nelle competizioni ufficiali della stagione 1997-1998.

## Rosa
| N. |                   | Ruolo | Calciatore               |
| -- | ----------------- | ----- | ------------------------ |
|    | Italia (bandiera) | D     | Cristiano Babuin         |
|    | Italia (bandiera) | C     | Giuseppe Carillo         |
|    | Italia (bandiera) | A     | Salmon Carnevali         |
|    | Italia (bandiera) | D     | Stefano Colantuono (cap) |
|    | Italia (bandiera) | D     | Gabriele Cosorti         |
|    | Italia (bandiera) |       | D'Angelo                 |
|    | Italia (bandiera) | A     | Tiziano D'Isidoro        |
|    | Italia (bandiera) |       | M. De Amicis             |
|    | Italia (bandiera) | A     | Marco Fida               |
|    | Italia (bandiera) | A     | Antonio Gespi            |
|    | Italia (bandiera) |       | Lelli                    |
|    | Italia (bandiera) | C     | Giuseppe Lo Polito       |
|    | Italia (bandiera) | D     | Roberto Marcangeli       |

| N. |                   | Ruolo | Calciatore               |
| -- | ----------------- | ----- | ------------------------ |
|    | Italia (bandiera) | D     | Stefano Marcucci         |
|    | Italia (bandiera) | D     | Claudio Mastropasqua     |
|    | Italia (bandiera) | A     | Massimo Mercuri          |
|    | Italia (bandiera) | P     | Alessandro Misefori      |
|    | Italia (bandiera) | D     | Giuseppe Naccarella      |
|    | Italia (bandiera) | C     | Giordano Paoloni         |
|    | Italia (bandiera) |       | Porfiri                  |
|    | Italia (bandiera) | P     | Sergio Spuri             |
|    | Italia (bandiera) | C     | Alessandro Tatomir       |
|    | Italia (bandiera) | C     | Paolo Terzaioli          |
|    | Italia (bandiera) | D     | Francesco Giuseppe Tomei |
|    | Italia (bandiera) | P     | Mauro Valentini          |
|    | Italia (bandiera) | D     | Diego Zanin              |